# Надзвичайна слідча комісія Тимчасового уряду
Надзвичайна слідча комісія для розслідування протизаконних за посадою дій колишніх міністрів, керівників та інших вищих посадових осіб як цивільного, так і військового та морського відомств (НСК) — надзвичайний слідчий орган, заснований 4 (17) березня 1917 року Тимчасовим урядом після Лютневої революції.

## Склад
Головою НСК був призначений Микола Костянтинович Муравйов, з правами товариша міністра юстиції.
Комісія поділялася на три частини: слідчу частину, наглядову частину й президію.
Слідча частина складалася з осіб судового відомства у кількості до 20 осіб. Ці люди проводили розслідування, допити, огляди, обшуки з дотриманням правил Статуту Кримінального Судочинства.
Спостережна частина НСК складалася переважно з адвокатів. Технік-юрист комісії А. Ф. Романів стверджував, що це були в більшості соціалісти чи євреї. Активну участь у роботі ЧСК брали адвокати: В. А. Жданов, М. С. Каринський, В. М. Крохмаль. Особи, які входили в цю частину, були як би прокурорським наглядом, що спостерігав й керував досудовим слідством.
Третя частина НСК — президію, яка складалася в основному з громадських діячів.
До першого складу комісії увійшли: сенатори С. В. Іванов та С. В. Завадський. Делегатом від Тимчасового комітету Державної думи був Ф. В. Родічев, а делегатом від Виконавчого Комітету Петроградської Ради робітничих і солдатських депутатів — М. Д. Соколов. Членами комісії були також новий головний військовий прокурор генерал-майор В. О. Апушкін, прокурор харківської судової палати Б. В. Сміттен, есер В. М. Зензинов і прапорщик Знаменський. У квітні 1917 до неї увійшли прокурор Московського окружного суду Л. П. Олышев і прокурор Віленської судової палати О. Ф. Романів. Протягом місяця членом комісії був Д. Д. Грімм, який тимчасово заміщав Ольденбурга. До липня 1917 року редакторські роботи очолював неодмінний секретар Російської Академії наук С. Ф. Ольденбург, у липні 1917 року він був призначений міністром освіти, й у комісію був введений професор загальної історії Петроградського та Юр'ївського університетів Є. В. Тарле. На правах члена комісії до її складу увійшов голова Особливої комісії з розслідування діяльності Департаменту поліції П. Є. Щоголєв.

## Діяльність
Усього комісія (ТНСК) провела 88 опитувань та допитала 59 осіб, готувала «стенографічні звіти», головним редактором яких був поет О. О. Блок, котрий опублікував свої спостереження за допитами й записи у вигляді книги під назвою «Останні дні Імператорської влади».
Допити царських міністрів, генералів й сановників велися в Зимовому палаці, в казематах Петропавлівської фортеці. Хоча Комісія носила виключно юридичний характер, матеріали були зібрані величезні, але перебіг подій не дозволив видати навіть відносно невелику їх частину. Комісія до Жовтневої революції не завершила свою роботу, частина допитів була опублікована в 7 томах у 1924 — 1927 роках під назвою «Падіння царського режиму».
У 1 томі опубліковані допити: князя М. М. Андронікова, В. Л. Бурцева, О. Т. Васильєва, Є. К. Климовича, О. М. Наумова, О. Д. Протопопова,С. С. Хабалова, О. М. Хвостова, Б. В. Штюрмера.
У 2 томі опубліковані допити: князя  М. М. Андронікова, М. О. Беляєва, О. Т. Васильєва, князя М. Д. Голіцина, М. О. Добровольського,  К. Д. Кафафова, О. О. Макарова, І. Ф. Манасевича-Мануйлова, О. Д. Протопопова, І. Г. Щегловітова
У 3 томі опубліковані допити: С. П. Білецького, С. Є. Вісаріонова, В. М. Войєкова, А. О. Вирубової, О. В. Герасімова, І. Л. Горемикіна, М. С. Комісарова, П. Г. Курлова, О. В. Лохтіной, М. О. Маклакова, О. І. Спірідовича, М. І. Трусевича, М. С. Чхеїдзе.
У 4 томі опубліковані письмові показання: С. П. Білецького, О. Д. Протопопова.
У 5 томі опубліковані допити та показання: С. П. Білецького, С. Є. Вісаріонова,  Ф. О. Головіна, В. Ф. Джунковського, І. М. Золотарьова, М. І. Іванова, С. Є. Крижанівського, М. О. Маклакова, М.М. Покровського, О. Д. Протопопова, Г. Є. Рейна, графа В. Б. Фредерікса, О. О. Хвостова, М. В. Челнокова, Б. В. Штюрмера.
У 6 томі опубліковані допити  показання: графа С. Й. ., О. М. Вєрьовкіна, князя В. М. Волконського, О. І. Гучкова, Д. М. Дубенського, графа П. М. Ігнат'єва, Маркова М. Є.,Милюкова П. Н., А. А. Нератова, М. В. Плеве, А. А. Рейнбота (Резвого), А. Н. Хвостова.
У 7 томі опубліковані допити і показання: Ф. О. Головіна, графа  В.М. Коковцова, О. Р. Ледницького, А. В. Лядова, О. А. Поліванова, М. В. Родзянко, М. Н. Чапліна, А. В. Шингарьова, Д. С. Шуваєва, князя М. Б. Щербатова.

## Справа Бейліса
У самостійне розслідування були віднесені порушення, які допустила влада у знаменитій справі Бейліса.
Комісія заарештувала міністра юстиції Івана Щегловітова, міністра внутрішніх справ Олександра Макарова, начальника департаменту поліції Степана Білецького, прокурора Оскара Віпера і багатьох інших учасників процесу. Комісія прагнула з'ясувати, як чиновники уряду порушували власні закони і норми, щоб досягти бажаного результату. Крім допитів підозрюваних і свідків самою комісією групою слідчих під керівництвом Федора Вереніцина проводилися слідчі дії, результати яких також використовувалися при допитах. Допити фігурантів і відкриття засекречених документів показали багато раніше невідомі непривабливі дії влади в цій справі.
Розглянувши картину впливу влади на справу Бейліса комісія розпочала впровадження щодо фігурантів звинувачення в прямому порушенні законів. В їх число входили встановлення секретного спостереження за присяжними засідателями, перешкоди у виклику в суд свідків, перлюстрація кореспонденції, а також фінансування діяльності повіреного цивільної позивачки Георгія Замисловського і експерта Дмитра Косоротова, які виступали на боці обвинувачення.
Проте розслідування не було завершене у зв'язку з Жовтневою революцією й ліквідацією Тимчасового уряду. Матеріали комісії згодом використовувалися Верховним революційним трибуналом Радянської Росії.

## Підсумок роботи
Викривальної позиції твердо дотримувалися голова Комісії М. К. Мурах і всі її члени з Петроради; однак ВНСК не змогла підтвердити ніяких звинувачень на адресу ні царя, ні царівни, ні міністрів царського уряду — окрім генерала В. О. Сухомлінова, колишнього (до червня 1915 р.) військового міністра, який був визнаний винним у непідготовленності російської армії до війни (розслідування за його справою велося ще з 1916 р.)[джерело не вказане 2733 дні].
Влітку 1917 року Керенський був змушений визнати, що в діях «Миколи II і його дружини не знайшлося складу злочину». Те ж саме Керенський підтвердив англійському послові Бьюкенену. Не змогла ВЧСК висунути звинувачень в корупції і колишнім царським міністрам та іншим вищим посадовим особам як цивільного, так і військового і морського відомств.(с. 160.).